# Pavol Šajgalík (biskup)
Mons. Pavol Šajgalík OFMCap  (* 13. listopadu 1964, Bratislava) je slovenský římskokatolický duchovní, který je jmenovaným slovenským vojenským ordinářem. 

## Stručný životopis
Po maturitě studoval na Elektrotechnické fakultě Slovenské technické univerzity v Bratislavě (1983–1988) a získla titul inženýr. JIž v roce 1986 vstoupil tajně do kapucínského řádu, kde přijal počáteční formaci, slavné sliby složil v roce 1993 a krátce poté přijal kněžské svěcení. V letech 1990–1995 studoval na teologické fakultě Vídeňské univerzity. Zastával různé úřady ve slovenské provincii, od roku 2004 působil jako policejní kaplan v Bratislavě. V roce 2014 získal doktroát z pastorální teologie na teologické fakultě Vídeňské univerzity. Od roku 2019 byl duchovním správcem Slovenské katolické misie ve Švýcarsku s bydlištěm v Zürichu. 

## Vojenským ordinářem Slovenska
Dne 27. května 2025 jej papež Lev XIV. jmenoval slovenským vojenským ordinářem.